# Coryanthes cavalcantei
Coryanthes cavalcantei är en orkidéart som beskrevs av Marlene Freitas da Silva och A.T.Oliveira. Coryanthes cavalcantei ingår i släktet Coryanthes, och familjen orkidéer. Inga underarter finns listade i Catalogue of Life.